# Der Stimmenimitator
Der Stimmenimitator ist eine Kurzprosasammlung von Thomas Bernhard aus dem Jahr 1978.

## Inhalt und Form
Der Stimmenimitator berichtet in 104 kurzen Prosastücken von sehr verschiedenen Menschen- und Berufsgruppen, von Höhlenforschern, Philosophen, Schriftstellern, Schauspielern, Dompteuren, Bankangestellten, Bürgermeistern, Professoren, Direktoren und Präsidenten. Im Mittelpunkt stehen in den meist eine Seite langen Geschichten eindringliche Ereignisse, die auf ein unausweichliches Ende zustreben, das fast immer letal ist. Häufig geschieht es mittels Selbstmord, manchmal aber auch nicht durch die eigene Hand. Das thematische Hauptaugenmerk liegt auf Gewalt, Mord und Totschlag, gewöhnlichen und ungewöhnlichen Schrecken gegenwärtigen Lebens. Dies zeigt sich eindrucksvoll in der Geschichte Mildtätig, in welcher eine alte Dame aus Mildtätigkeit einen armen Türken bei sich aufnimmt. Sie lässt ihn den Garten pflegen und entlohnt ihn mit Nahrung und neuer Kleidung. Schließlich erscheint der Türke bei der Polizei mit der Nachricht, die alte Dame umgebracht, erwürgt zu haben; auf Nachfrage des Grundes antwortet er: „aus Mildtätigkeit“.

Die Wahl der Figuren und Orte ist keinesfalls willkürlich, obwohl dieser Eindruck zu Beginn entstehen kann. Die Menge der Geschichten gehorcht in Wahrheit bestimmbaren Strukturgesetzen. Die ersten Texte streben nach größtmöglicher Varietät, wie zum Beispiel Der Stimmenimitator (S. 9f.), Pisa und Venedig (S. 17) und Höhlenforscher (S. 23f.). Ab der Mitte finden sich mehr und mehr geschlossene Serien, die auf bekannten Bernhard-Schauplätzen im oberösterreichischen Alpenvorland oder im Salzburgischen angesiedelt sind, wie Papierarbeiter (S. 98), Grenzstein (S. 99) und Zwei Zettel (S. 110). Das letzte Drittel der Sammlung setzt jeweils zwei bis drei Texte in Verbindung zueinander: Einige Geschichten sind den Figuren der Theaterschriftsteller (S. 115f., 117f., 119f.), der Maler (S. 150–152, 153f.) und der Staatspräsidenten (S. 155f., 157, 158f.) gewidmet.

Die Zuordnung zur Gattung der Anekdote lässt sich mit der Absicht des Autors begründen, eine Gegen-Authentizität zum offiziell Gesagten und Behaupteten zu errichten, um alles, das öffentlich geschönt wird, zu enthüllen.

## Stil
Die Sprache in Der Stimmenimitator gleicht der aus Zeitungsmeldungen, amtlichen Verlautbarungen und Polizeiprotokollen. Auf den ersten Blick wirkt der Stil sehr atypisch für den Autor. Die Knappheit der Sprache, der Telegrammstil erscheinen zunächst ungewohnt. Bei genauerem Hinsehen finden sich schnell Bernhards typisch sprachliche Merkmale wieder, lange und verschachtelte Relativsätze mit Hyperboliken und Superlativen. Jeder Text weist mindestens einmal ein naturgemäß auf, was besonders einschlägig für den Autor ist.

## Hörbuch
"Der Stimmenimitator", gelesen von Marianne Hoppe (MC), Der Hörverlag 2007.